# Lista das cidades mais populosas da Polônia
No artigo que se segue, estão relacionadas em ordem decrescente as maiores cidades da Polônia e a população aproximada de cada uma. Os dados são de 2009, cujo constam na página World Gazzeter.

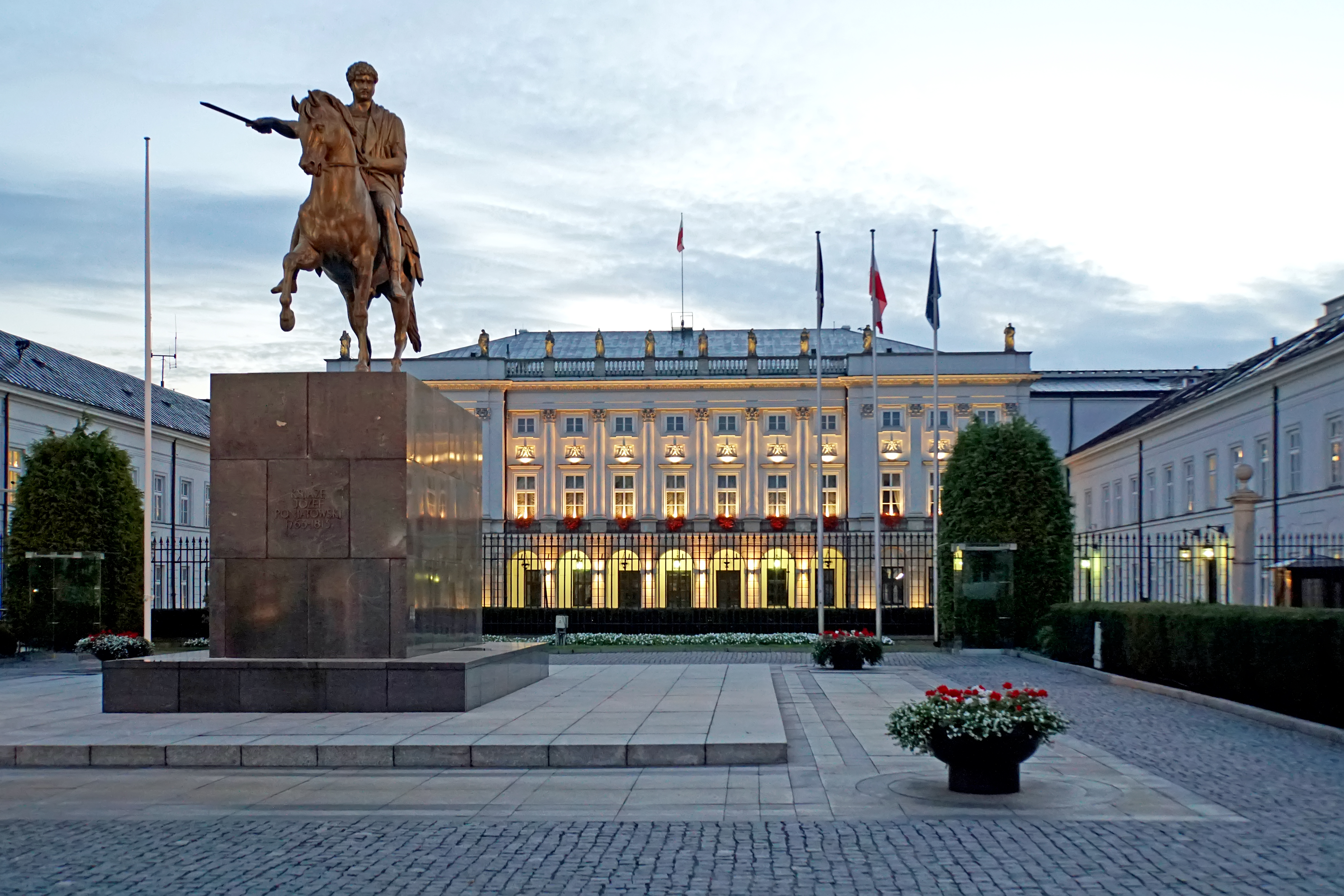
Varsóvia, a cidade mais populosa da Polônia.

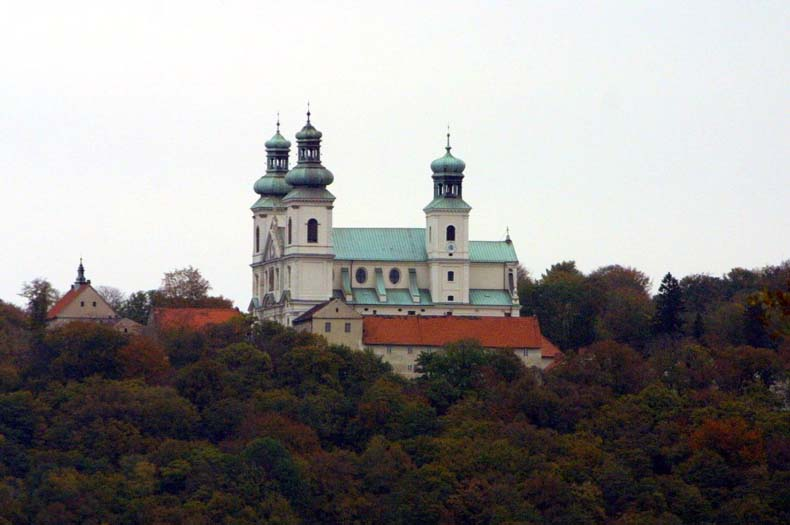
Kraków, a segunda cidade mais populosa da Polônia.

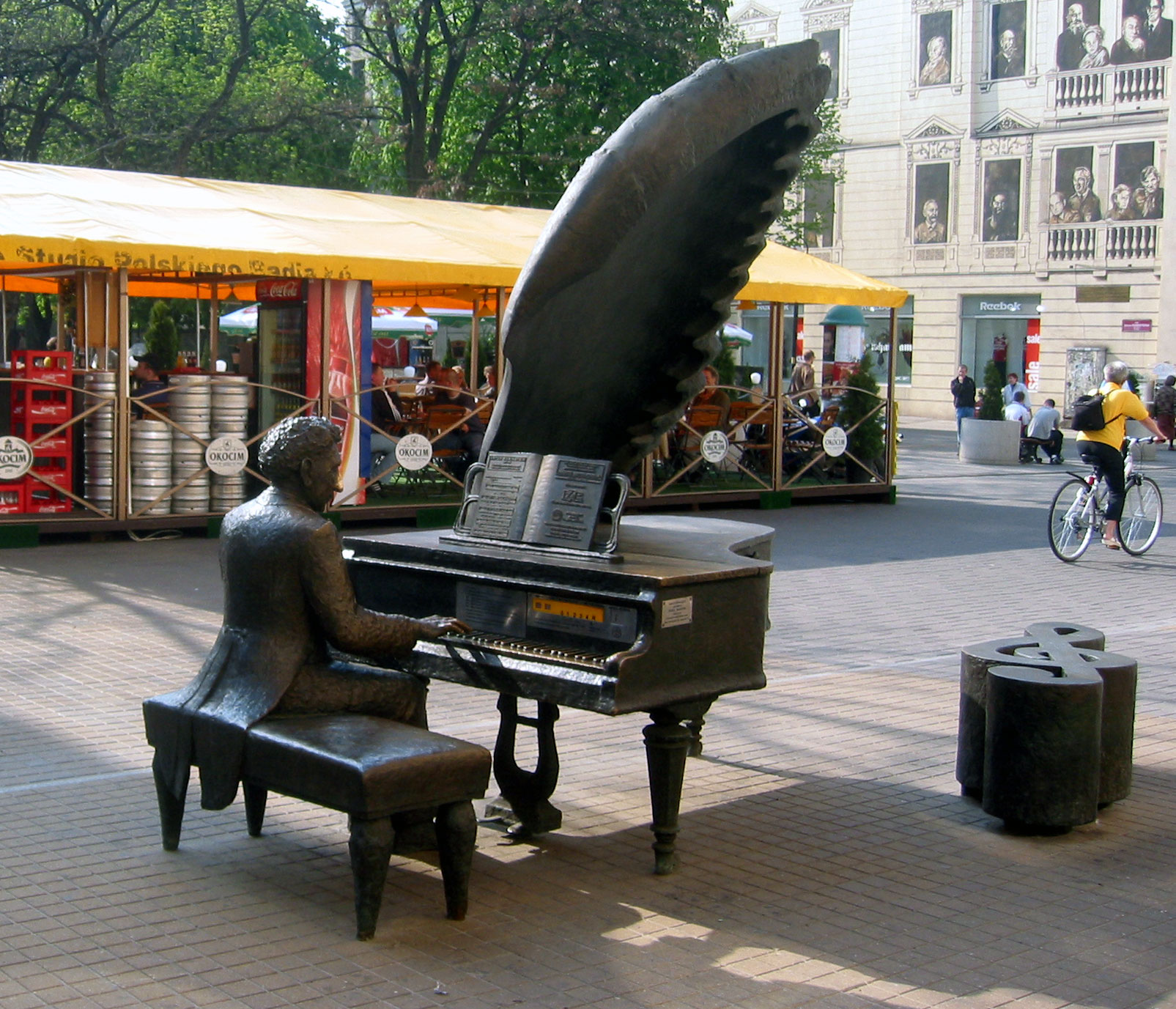
Lodz, a terceira cidade mais populosa da Polônia.

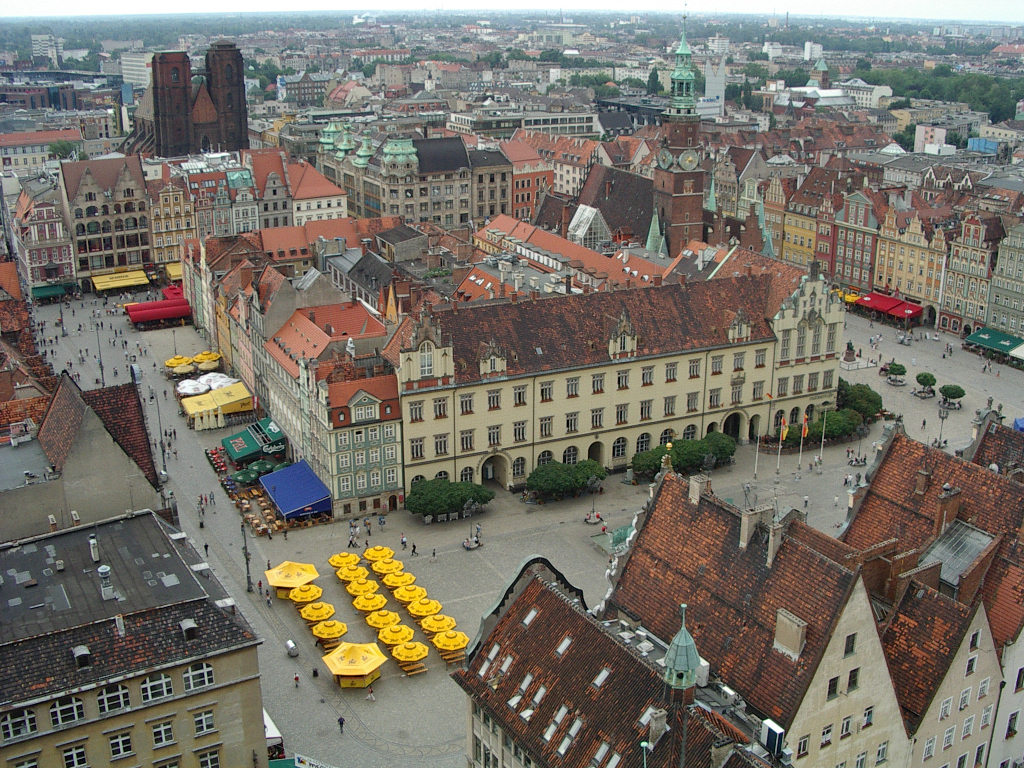
Wroclaw, a quarta cidade mais populosa da Polônia.

| Nº | Cidade              | População |
| -- | ------------------- | --------- |
| 1  | Varsóvia            | 1 707 566 |
| 2  | Cracóvia            | 755 192   |
| 3  | Łódź                | 743 898   |
| 4  | Breslávia           | 631 154   |
| 5  | Poznań              | 557 972   |
| 6  | Gdansk              | 453 404   |
| 7  | Estetino            | 405 539   |
| 8  | Bydgoszcz           | 373 736   |
| 9  | Lublin              | 350 387   |
| 10 | Katowice            | 308 170   |
| 11 | Białystok           | 296 227   |
| 12 | Gdynia              | 249 946   |
| 13 | Częstochowa         | 241 063   |
| 14 | Radom               | 223 424   |
| 15 | Sosnowiec           | 219 551   |
| 16 | Toruń               | 204 891   |
| 17 | Kielce              | 204 550   |
| 18 | Gliwice             | 195 589   |
| 19 | Zabrze              | 187 349   |
| 20 | Bytom               | 182 738   |
| 21 | Olsztyn             | 176 020   |
| 22 | Bielsko-Biała       | 175 344   |
| 23 | Rzeszów             | 169 743   |
| 24 | Ruda Śląska         | 142 793   |
| 25 | Rybnik              | 140 527   |
| 26 | Tychy               | 129 271   |
| 27 | Dąbrowa Górnicza    | 128 034   |
| 28 | Płock               | 126 394   |
| 29 | Elbląg              | 126 314   |
| 30 | Opole               | 126 244   |
| 31 | Gorzów Wielkopolski | 125 299   |
| 32 | Wałbrzych           | 121 971   |
| 33 | Włocławek           | 117 949   |
| 34 | Zielona Góra        | 117 860   |
| 35 | Tarnów              | 115 163   |
| 36 | Chorzów             | 112 418   |
| 37 | Kalisz              | 107 796   |
| 38 | Koszalin            | 106 958   |
| 39 | Legnica             | 104 126   |